# 拉庫拉塔山脈國家公園
拉庫拉塔山脈國家公園是委內瑞拉的國家公園，位於該國西北部在委内瑞拉安地斯山脉中，由梅里達州和塔奇拉州負責管轄，面積2,004平方公里，始建於1989年12月7日，最高點海拔高度4,118米。

## 植物
公园内的植物类型非常多样化，包括各式各样的灌木、蕨类植物、青苔、地衣和菌类。

## 动物
本公园中有多种如美洲虎、眼镜熊、犰狳、泥鳅以及安第斯秃鹰等稀有物种。

## 图集

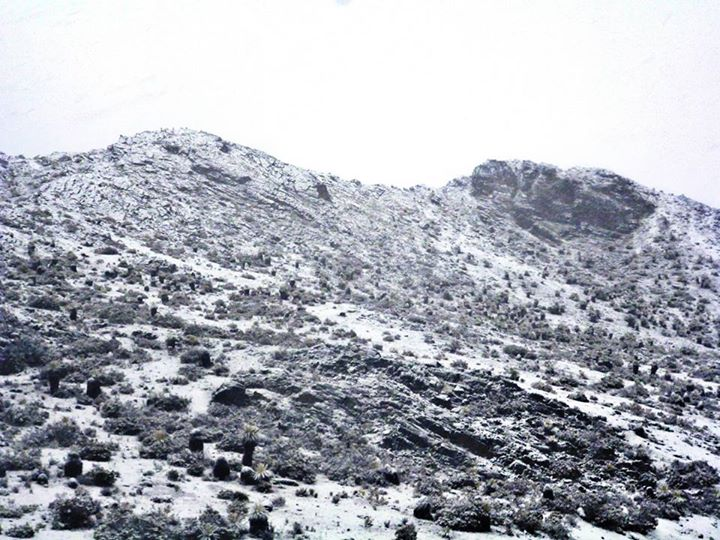
雪景（Sierra de La Culata nevada）
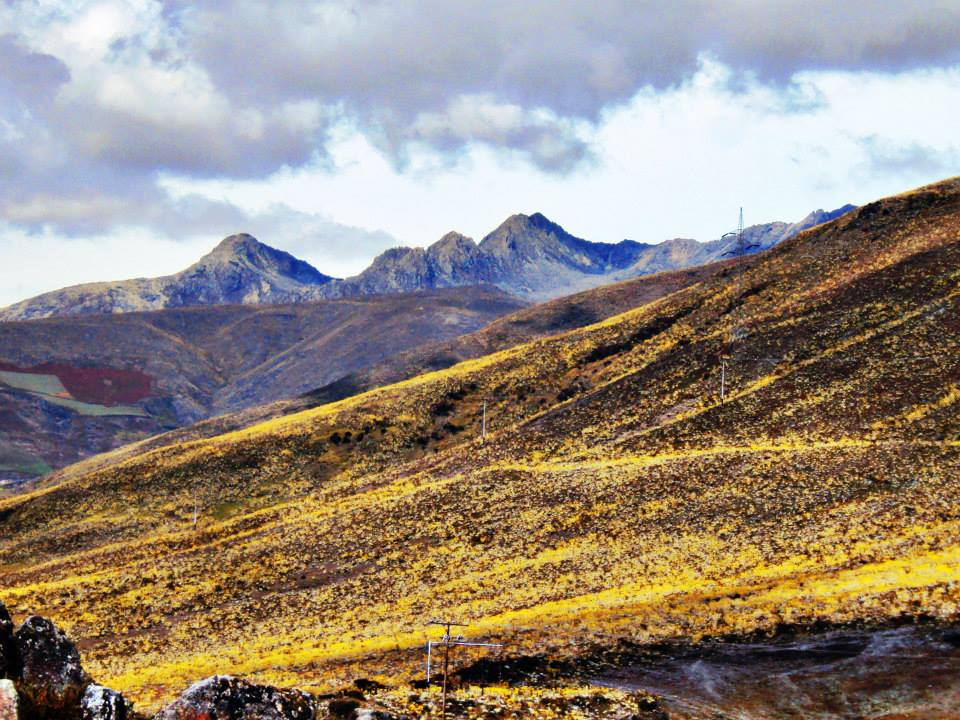
公园里的山脉（Páramo de Mucubají）
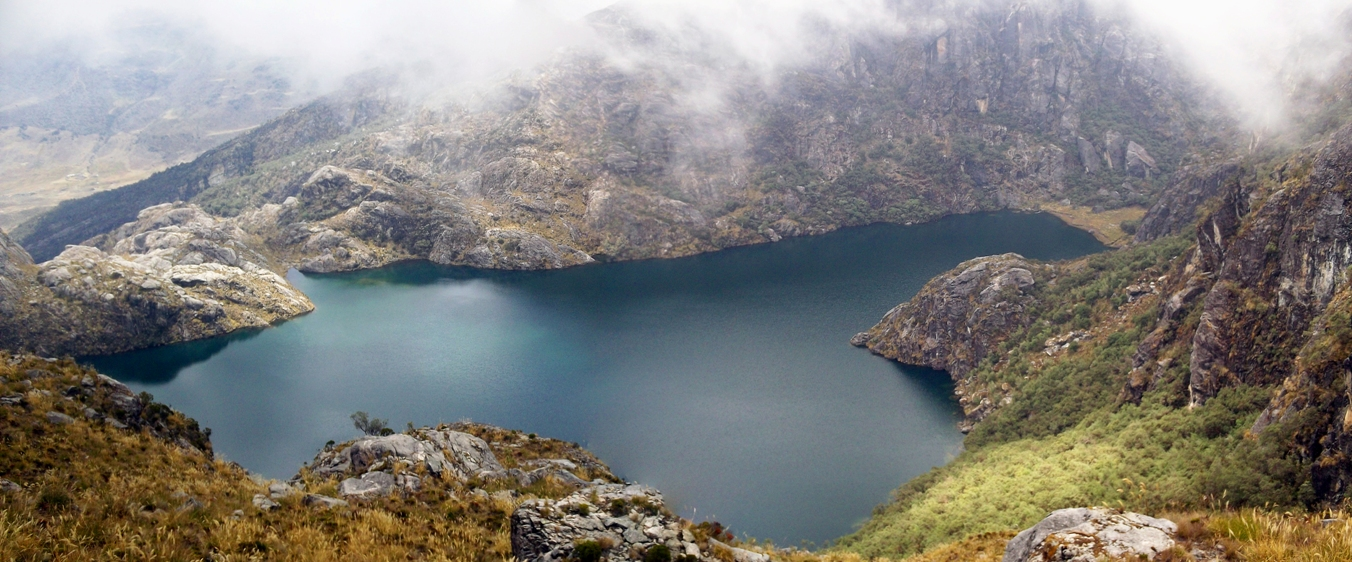
公园里的潟湖（Laguna Las Iglesias）
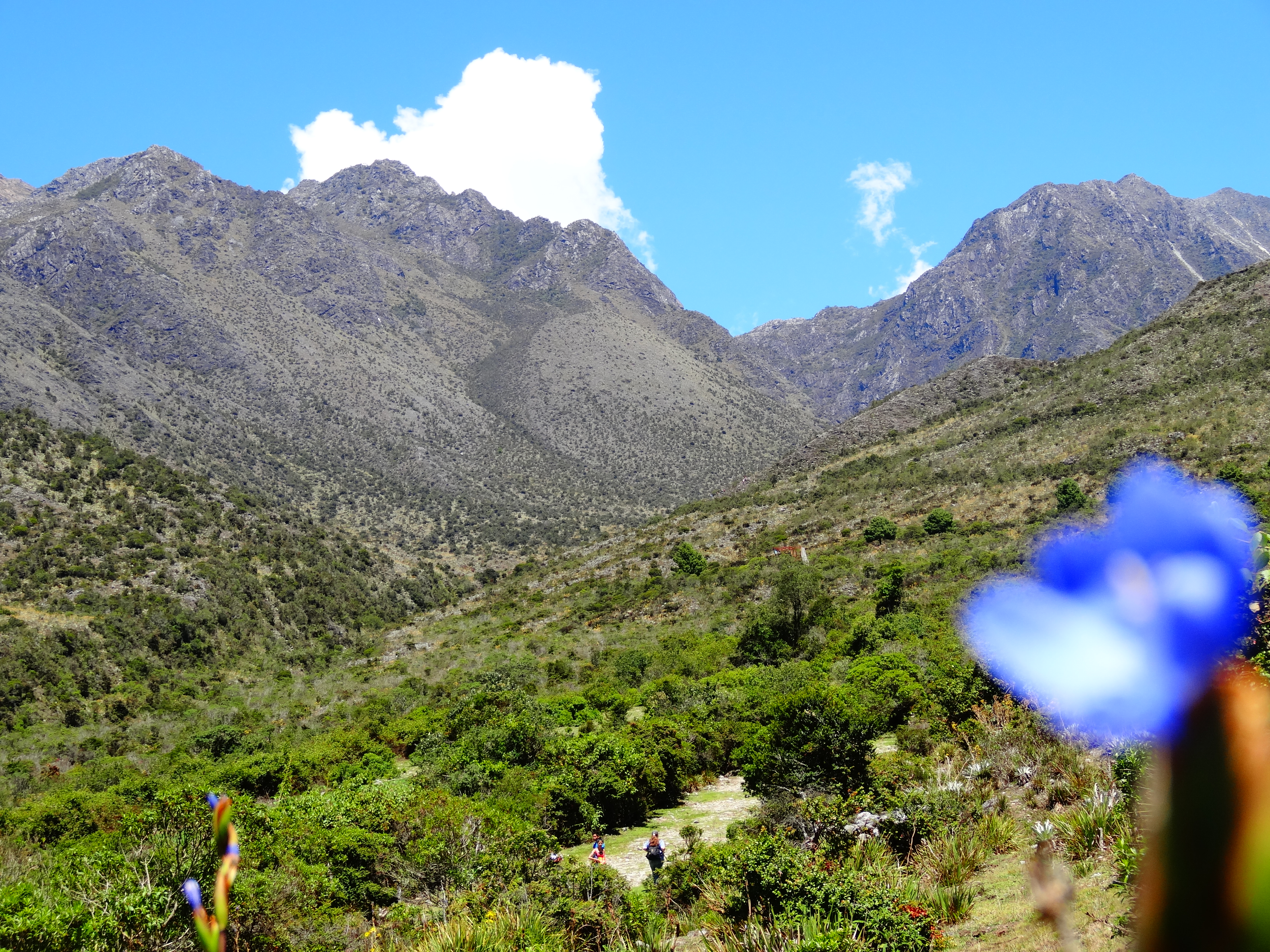
公园里的山脉
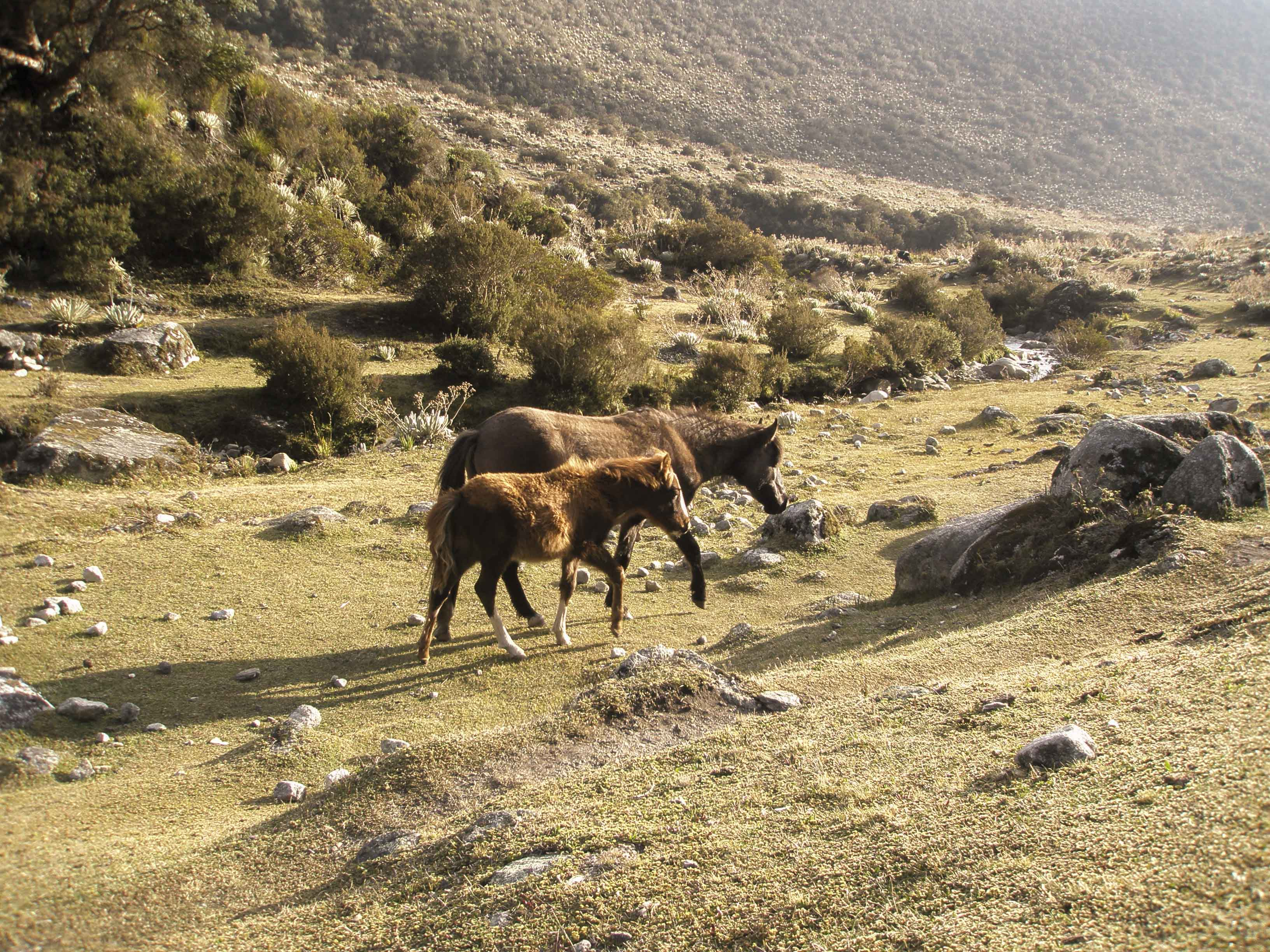
公园里的野马
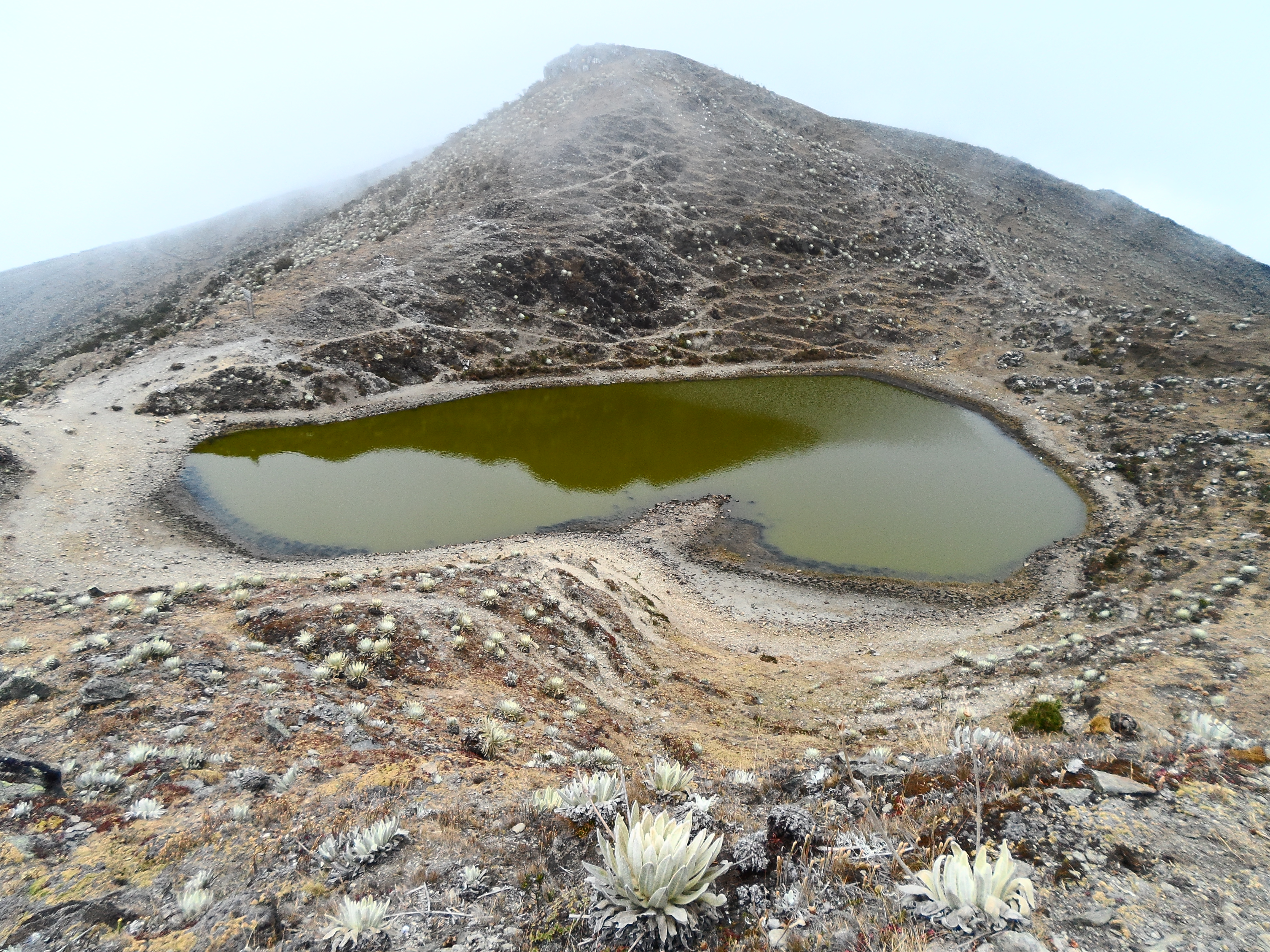
公园里的潟湖（la Laguna la Calzona llegando）
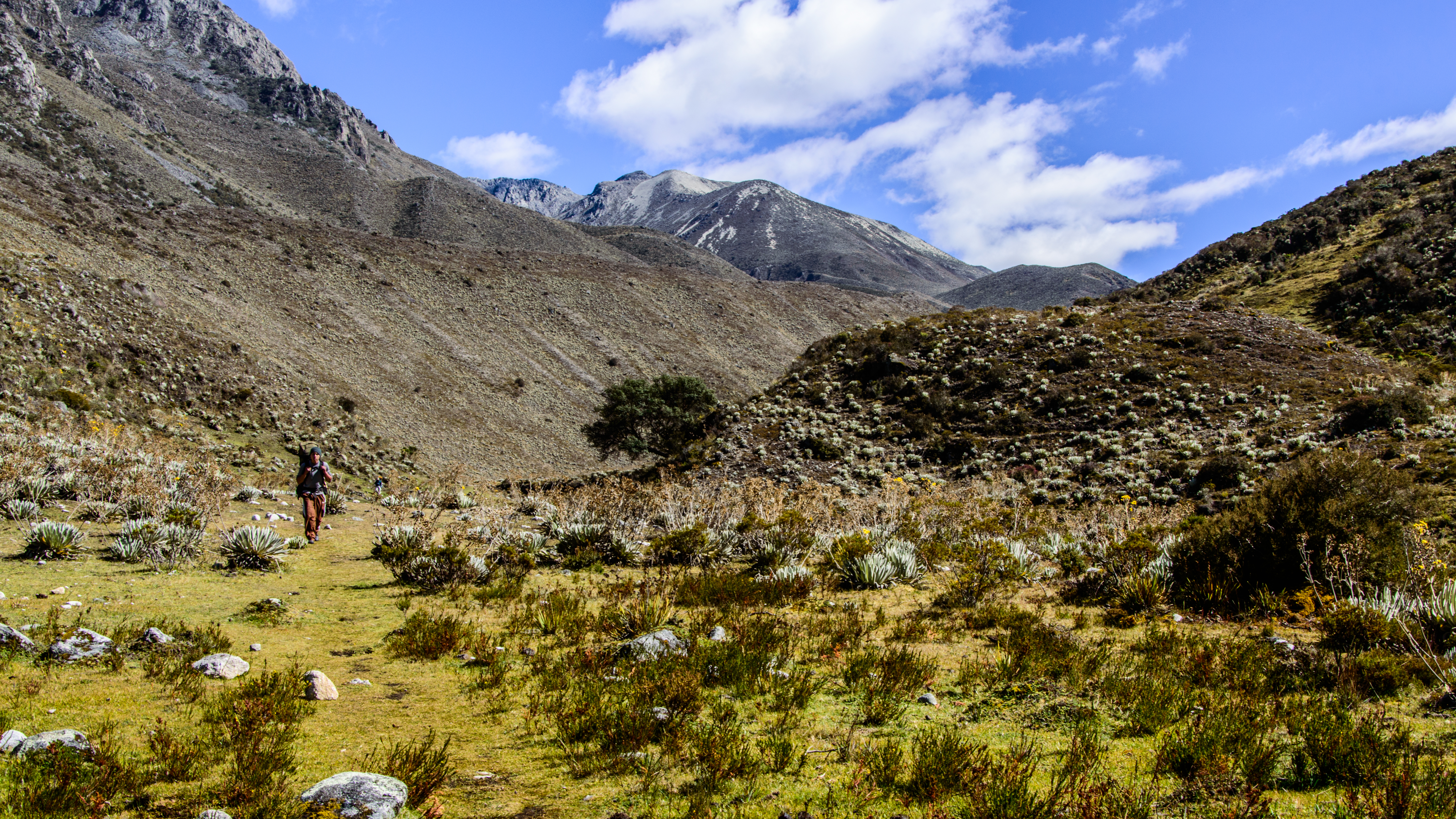
公园里的山谷（Valle El Muerto）
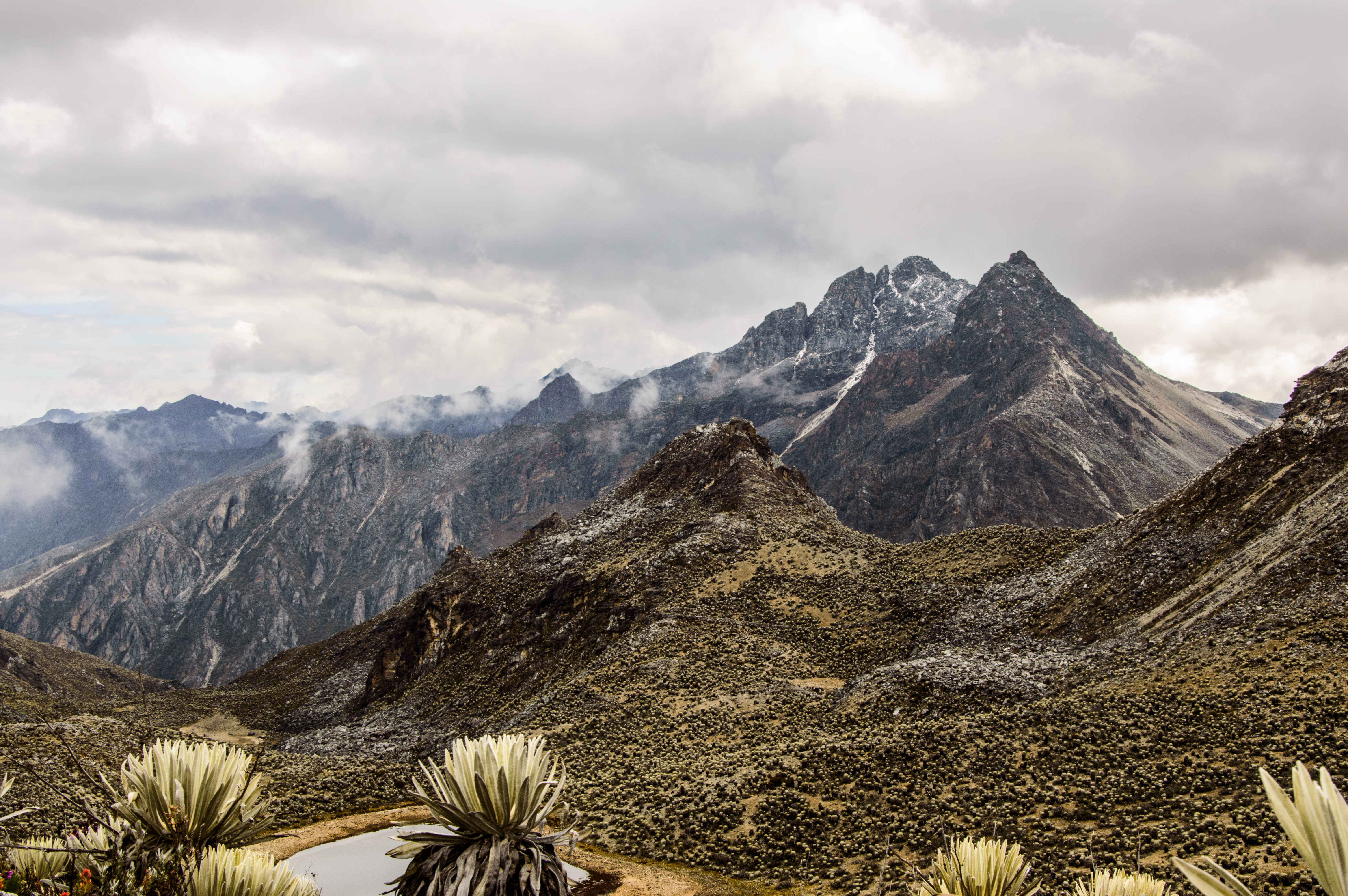
公园里的山谷（Valle de Mifafí）
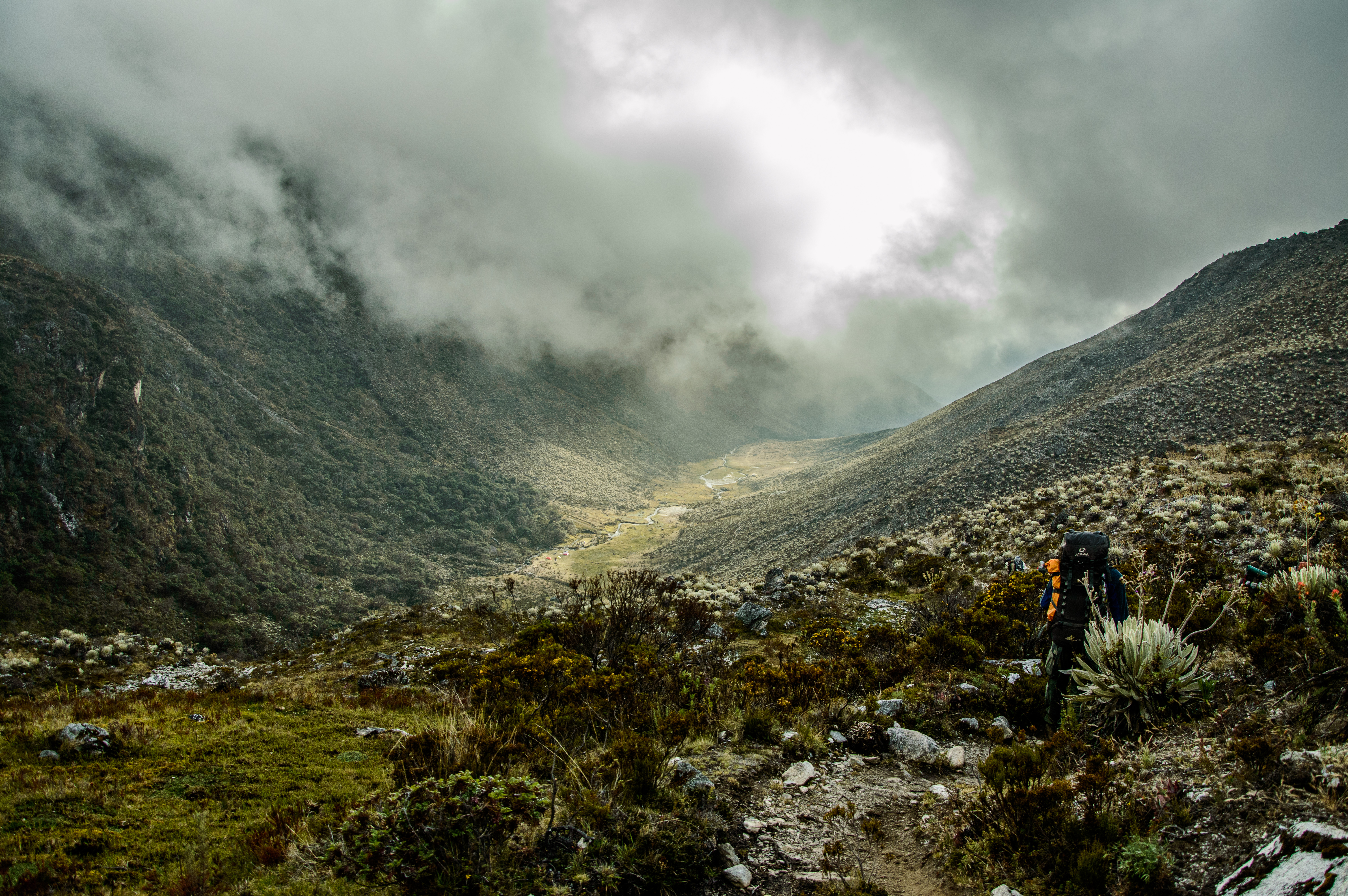
公园里的山谷（Valle de las Cascadas）
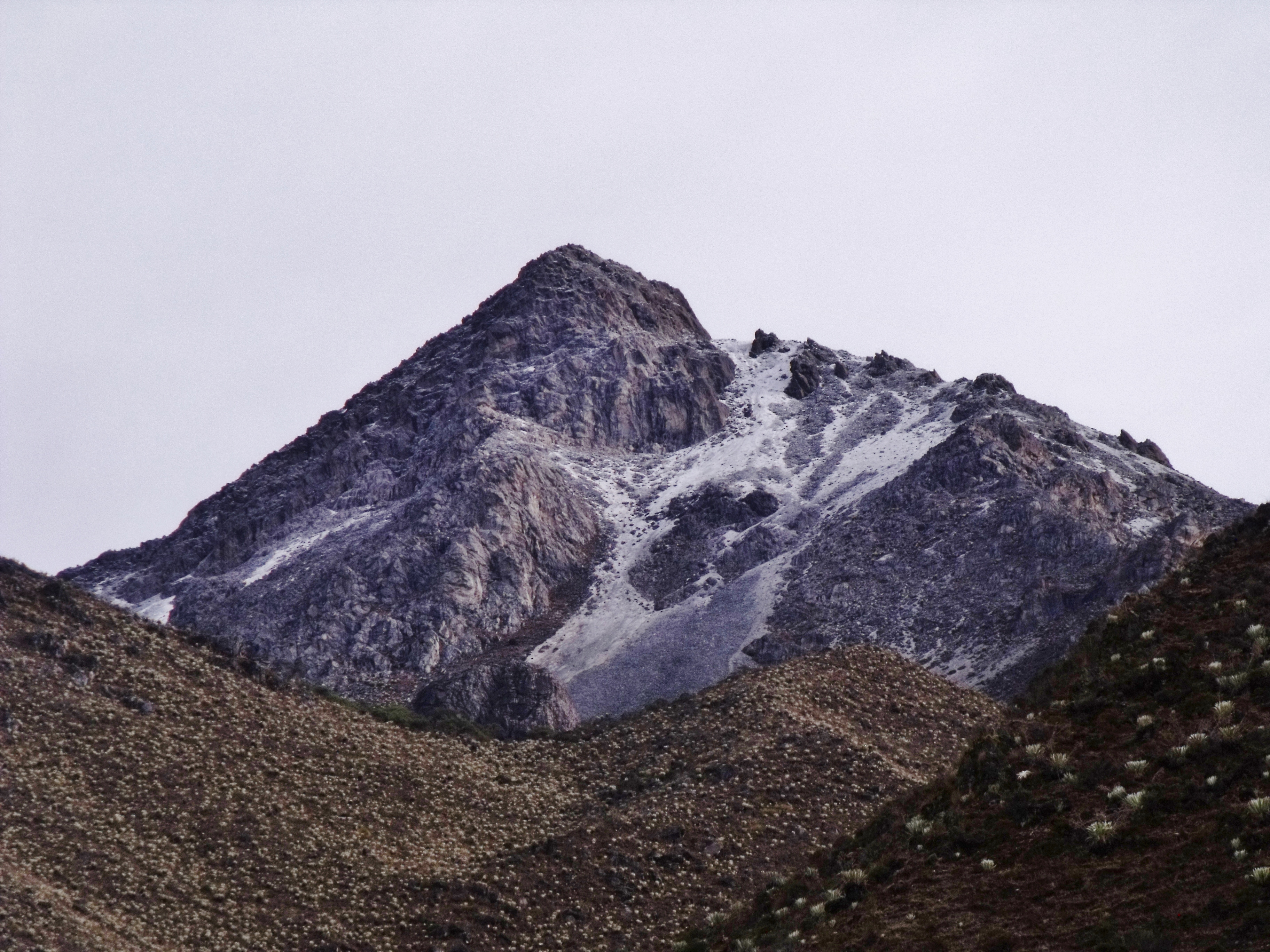
公园里的山脉（Picos en la culata）
山脉的全景图

## 外部連結
- Inparques: Sierra La Culata